# ATC (sztuka)

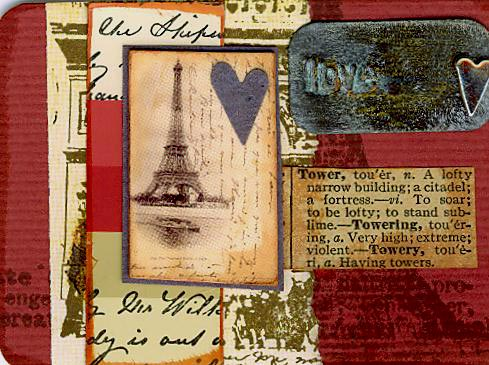

ATC, ACEO, (ang. Artist Trading Cards) – jest to artystycznie ozdobiona kartka o wymiarach 2,5×3,5 cala.
Na jednej stronie takiej kartki znajduje się kompozycja wykonana dowolną techniką, np. collage itp. Z drugiej strony umieszczone jest nazwisko twórcy, jego adres, technika wykonania. Tego rodzaju kart używa się najczęściej w wymianach między zainteresowanymi osobami.

## Rodzaje wymian ATC
- wymiana między dwiema osobami, gdzie z góry określa się temat (np. lato, święta itp.) lub temat niespodziankę[1],
- wymiana grupowa – pomiędzy 6 osobami,
- wymiana łańcuchowa,
- nagły akt życzliwości (ang. Random Act of Kindness) z okazji urodzin lub podobnych okazji,
- wymiana improwizacyjna (ang. Jam Swap).